# Ludwig Friedrich von Schmidt
Ludwig Friedrich von Schmidt (* 24. Januar 1764 in Königsbach bei Pforzheim; † 5. Juli 1857 in München) war ein deutscher evangelischer Theologe.

## Leben

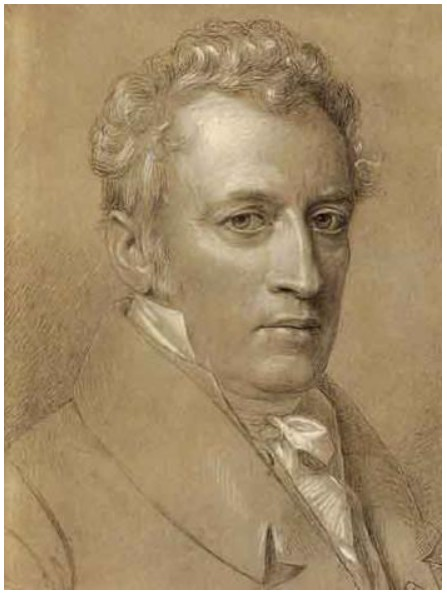
Ludwig Friedrich von Schmidt

Ludwig Friedrich von Schmidt wurde als Sohn des protestantischen Pfarrers Georg Wilhelm Schmidt geboren, der in Königsbach im badischen Oberamt Pforzheim, später in Vörstetten als Landpfarrer eingesetzt war. Bis zu seinem 15. Lebensjahr wurde Ludwig Friedrich von seinem Vater unterrichtet; nach dreijährigem Besuch der Exemtenklasse am Karlsruher Gymnasium wandte er sich 1782 dem Studium der Theologie an der Universität Jena zu, das er 1784 abschloss. Nachdem er in der Folge Vikarsdienst bei seinem Vater geleistet hatte, wurde er 1785 zum Pfarrer in Leisel, ein Jahr später in Brombach und 1790 in Birkenfeld bestellt.
Ludwig Friedrich Schmidt, der durch seine Predigten in Birkenfeld die Aufmerksamkeit des im benachbarten Kurort Hambach weilenden badischen Erbprinzen Karl Ludwig gewonnen hatte, wurde infolgedessen 1792 als Hofdiakon und Garnisonsprediger an die Hofkirche nach Karlsruhe berufen. Nach der Vermählung der Tochter Erbprinz Karl Ludwigs, Prinzessin Karoline, der späteren Kurfürstin und Königin von Bayern, mit dem verwitweten Herzog Max Joseph folgte er ihr 1799 als Hof- und Kabinettsprediger nach München. Schmidt, der damit als erster in Altbayern zugelassener evangelischer Geistlicher eingesetzt war, hielt dort im gleichen Jahr seinen ersten evangelischen Gottesdienst ab.
Im Jahr 1808 wurde Schmidt, dem in München die Betreuung einer kleinen, aber stetig wachsenden evangelischen Gemeinde oblag, zum ersten außerordentlichen Oberkirchenrat bestellt. Von 1818 bis zum Tod des Königs Max Joseph 1825 fungierte er schließlich als Ministerialrat im Innenministerium, zuständig für evangelische Kirchenangelegenheiten. 1820 wurde er zum Ritter des Zivilverdienstordens der Bayerischen Krone ernannt und damit in den persönlichen Adelsstand erhoben. 1826 trat v. Schmidt von seinem Staatsamt als Ministerialrat in den Ruhestand, um im Jahr darauf der verwitweten Königin Karoline, unverändert in der Funktion des Kabinettspredigers, nach Würzburg an ihren Witwensitz zu folgen. Dort wurde er 1827 von der philosophischen Fakultät der Universität Würzburg mit dem Doktordiplom ausgezeichnet. Die theologische Doktorwürde hatte ihm bereits 1809 die Universität Jena verliehen.
Ludwig Friedrich von Schmidt, der sich nach dem Tod Königin Karolines 1841 endgültig von der Öffentlichkeit zurückzog, verstarb im Sommer 1857 im hohen Alter von 93 Jahren in München.